# لاوتراخ
لاوتراخ (به آلمانی: Lautrach) یک شهر در آلمان است که در اونترالگوی واقع شده‌است. لاوتراخ ۱٬۱۹۴ نفر جمعیت دارد.